# Arcadia (revista)
Arcadia fue una revista publicada en Colombia. Estaba dedicada a temas nacionales e internacionales relacionados con el periodismo cultural. Su publicación era mensual.

## Historia
Su fundadora fue Marianne Ponsford. Entre 2016 y 2018, su director fue Juan David Correa y, desde 2018 hasta su término en 2020, su director fue Camilo Jiménez Santofimio. En febrero de ese año llegó a su edición 100. A principios de 2020, el equipo editorial de la revista fue despedido. Pocos meses después, tras una última edición, la revista fue clausurada. Su fundadora, Marianne Ponsford, aseguró que "Arcadia no muere por razones financieras sino por censura".

## Festival de Librerías Arcadia

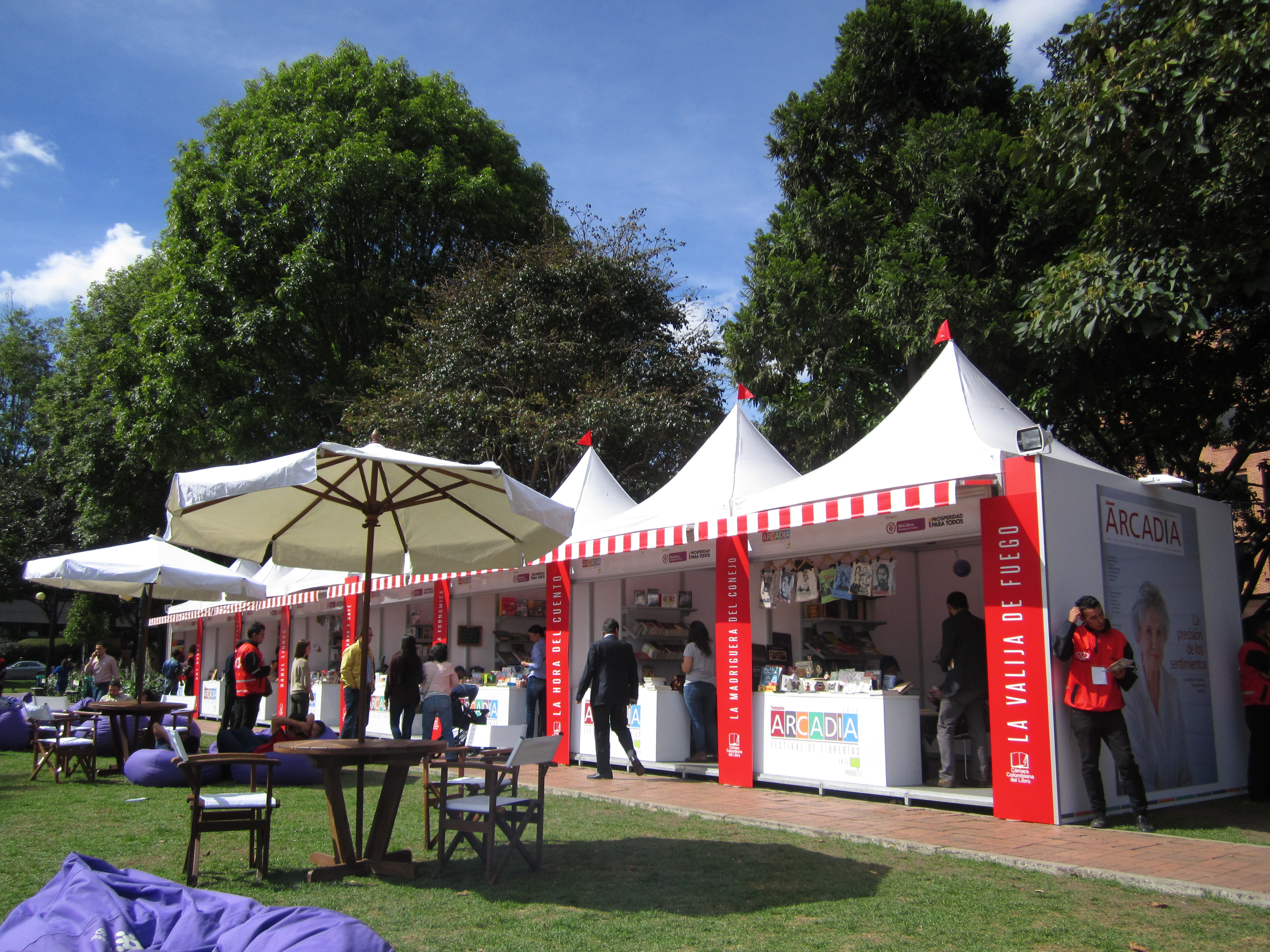
Festival Arcadia en el parque de la 93, al norte de Bogotá.

Desde 2012, junto a su actividad editorial y periodística, la revista organiza el Festival de Librerías Arcadia con el apoyo del Ministerio de Cultura, la Secretaria de Cultura, Recreación y Deporte, y la Cámara Colombiana del libro. Están presentes dieciocho librerías colombianas.